# Jeps en Boris
Jeps en Boris zijn de pseudoniemen van de Belgische streetart-kunstenaars Jatse Verschoore en Dieter Samyn. Beiden zijn afkomstig uit Wevelgem.
Hun stijl wordt getypeerd door herkenbare realistische afbeeldingen, vaak vergezeld van grafisme en abstracte elementen. Dieren en portretten komen veel in hun muurschilderingen terug.
Jeps en Boris onderscheiden zich door zeer clean te werken. De afbeeldingen zijn zeer strak en waarheidsgetrouw weergegeven.
Het duo heeft onder andere in opdracht van gemeenten gewerkt, zoals in Kortrijk en Bissegem.